# Lampona kirrama
Lampona kirrama là một loài nhện trong họ Lamponidae. Loài này được phát hiện ở Queensland.